# Nébuleuse du Crayon
NGC 2736 est un rémanent de supernova située dans la constellation des Voiles à environ 815 années-lumière de la Voie lactée. Elle a été découverte par l'astronome britannique John Herschel en 1835.

## Image dutélescope spatial Hubble
La longueur de la nébuleuse du Crayon est d'environ 5 années-lumière et elle est une partie du rémanent des Voiles. Ce rémanent est situé près du pulsar des Voiles, pulsar provenant de la supernova qui a donné naissance au rémanent. 
La luminosité du rémanent provient de régions denses de gaz qui sont entrées en collision avec l'onde de choc de la supernova. Au fur et à mesure que l'onde de choc se déplace dans l'espace de droite à gauche dans l'image du télescope spatial Hubble, elle compresse les gaz en les chauffant. Initialement, les gaz sont chauffés à des millions de degrés, mais il se refroidissent ensuite émettant alors de la lumière.
Les couleurs des régions de la nébuleuse fournissent des renseignement sur le processus de refroidissement. Certaines régions sont encore si chaudes que les émissions sont dominées par les atomes d'oxygène ionisés, qui brillent en bleu sur l'image. D'autres régions se sont refroidies davantage et elles sont visibles en émettant du rouge dans l'image. Ces émissions proviennent des atomes plus froids d'hydrogène. La couleur indique donc la température du gaz. 
L'explosion de la supernova a laissé un pulsar en rotation au cœur de la région du rémanent Vela. Sur la base de la vitesse à laquelle le pulsar ralentit, les astronomes estiment que l'explosion pourrait avoir eu lieu il y a environ 11 000 ans. Bien qu'il n'existe aucun enregistrement historique de l'explosion, la supernova Vela aurait été 250 fois plus brillante que Vénus et elle aurait été facilement visible par les observateurs de l'hémisphère sud et ce même en plein jour. L'âge de l'explosion, s'il est correct, impliquerait que l'explosion initiale a poussé le matériau de l'étoile à près de 35 millions de kilomètres à l'heure. À mesure que le reste de la supernova Vela se développe, la vitesse de ses filaments en mouvement, tels ceux de la nébuleuse au crayon, diminue. La nébuleuse au crayon, par exemple, se déplace à environ 640 000 km/h.

## Galerie

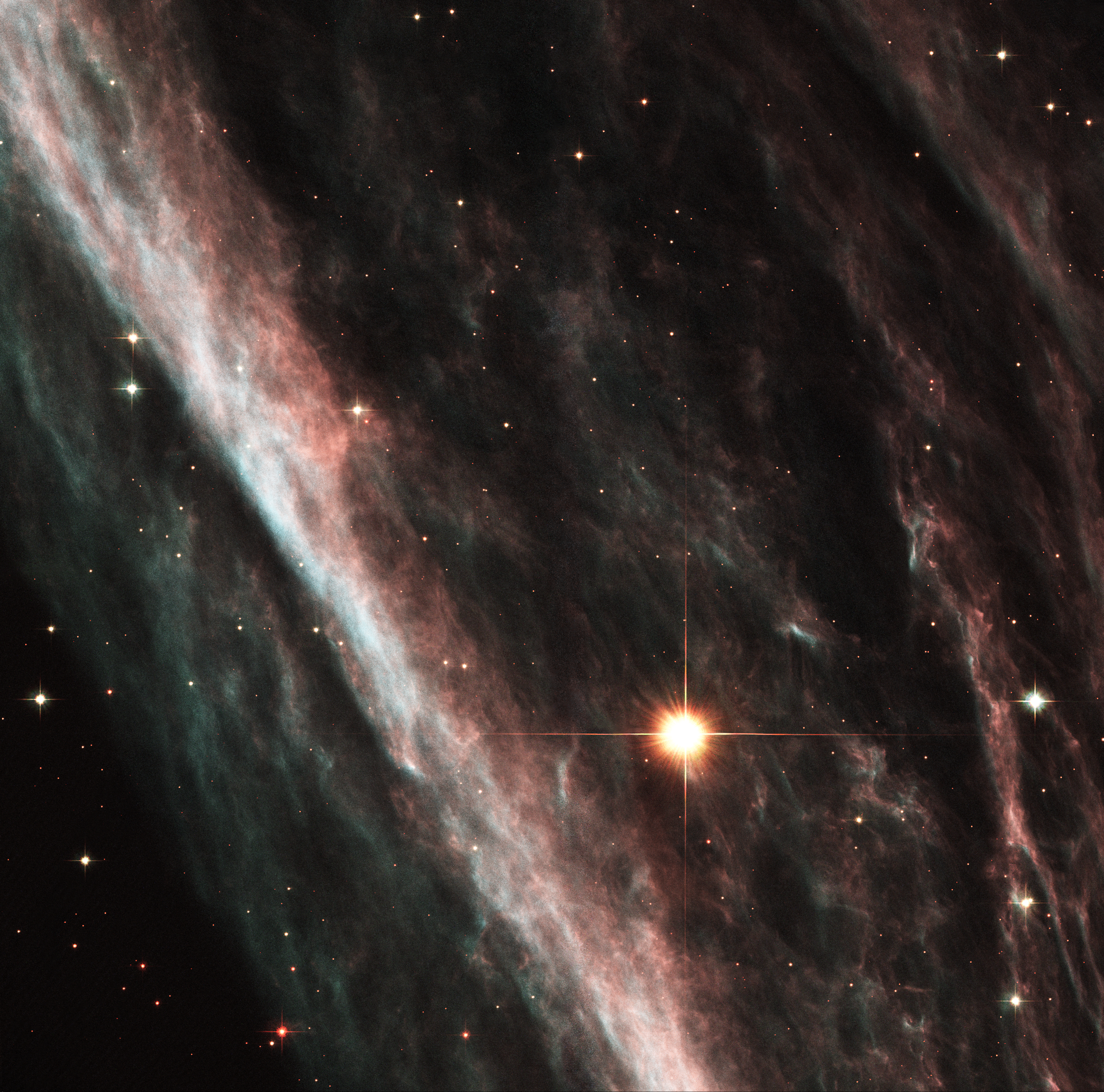
La nébuleuse du Crayon est une partie du rémanent Vela situé à environ 250 pc (∼815 al) du système solaire. (Image du télescope spatial Hubble)
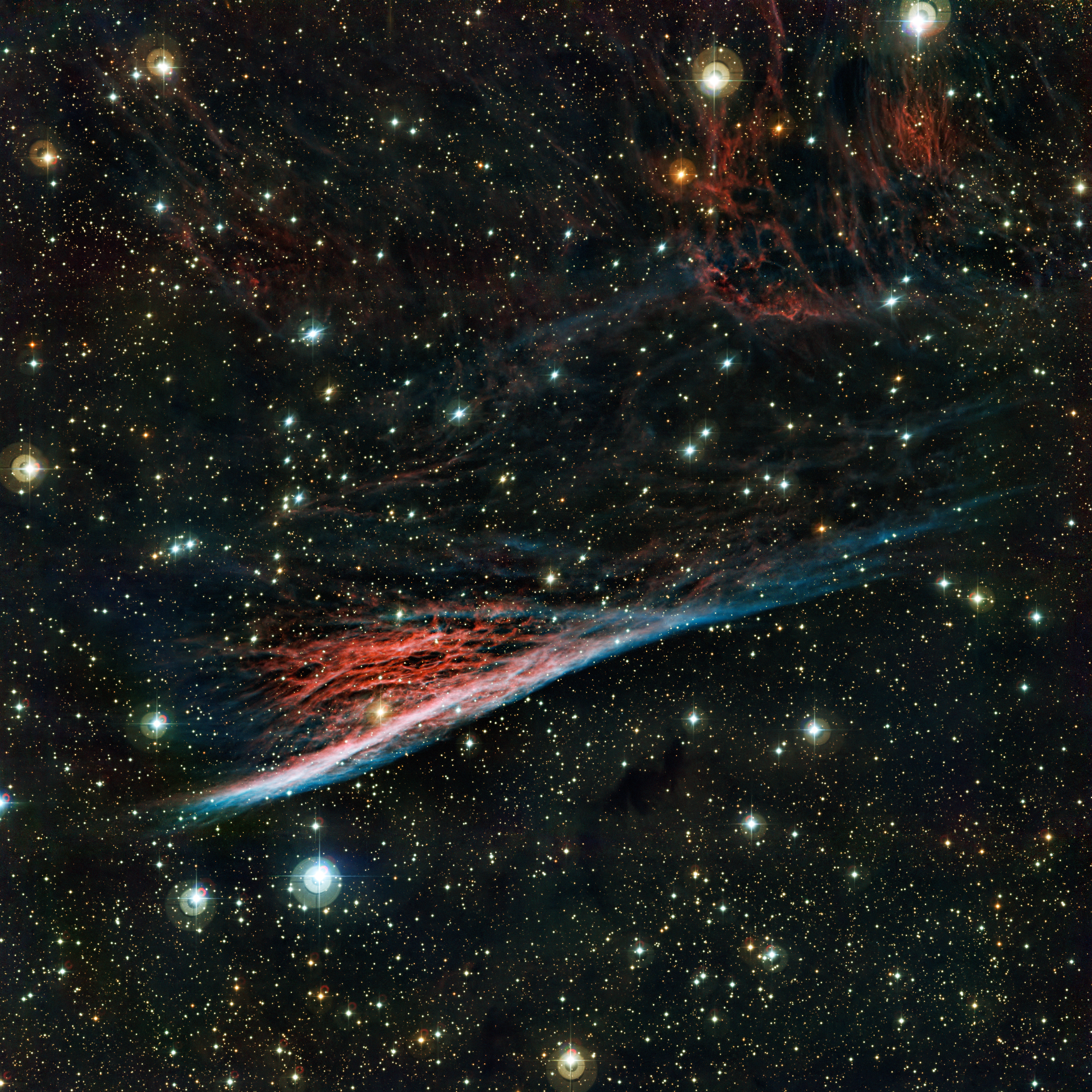
La nébuleuse du Crayon par l'ESO.